# Pierre Rabon

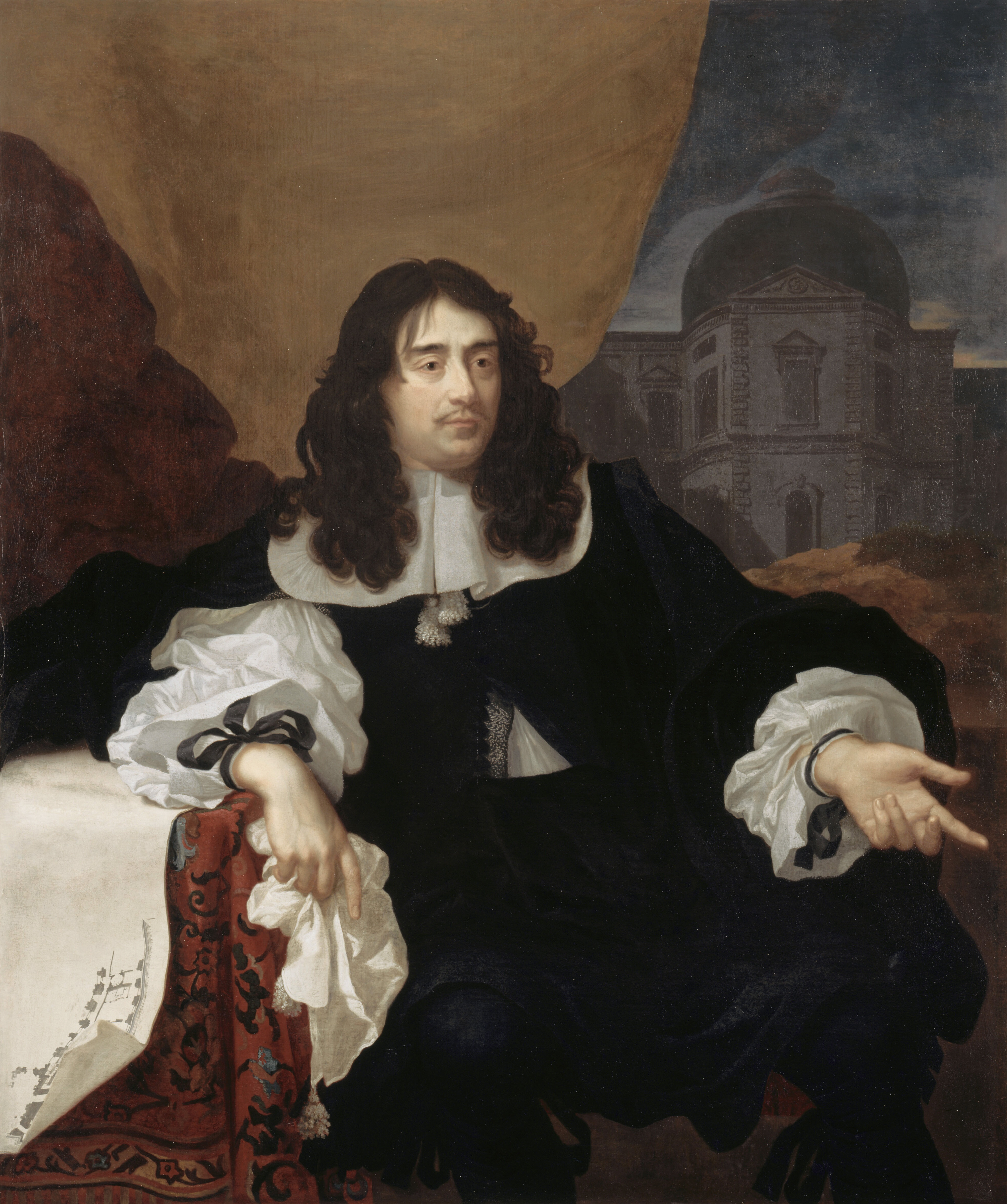
Portrait d'Antoine de Ratabon, 1660, Versailles, musée national du château

Pierre Rabon (né au Havre le 18 octobre 1619, mort à Paris le 18 janvier 1684) est un peintre français actif durant le règne de Louis XIV.

## Biographie
Peut-être fils d'un menuisier du Havre, Pierre Rabon se rend à Paris où il est reçu membre de l'Académie royale de peinture et de sculpture en 1660, sur présentation d'un portrait d'Antoine de Ratabon, alors directeur de l'Académie. Spécialisé dans le domaine du portrait, il est notamment chargé de réaliser plusieurs portraits équestres du roi, d'après un modèle original (perdu) de Charles Le Brun : on lui attribue ainsi le Portrait de Louis XIV à cheval aujourd'hui conservé au musée de la Chartreuse de Douai. Il expose au Salon de 1673 un Portrait de Monsieur Périer.
Son fils Nicolas Rabon (né en 1644) est également peintre.

## Liste des œuvres
- Portrait d'Antoine de Ratabon, 1660, Versailles, musée national du château
- Portrait équestre de Louis XIV (attribué, peint d'après Charles Le Brun), 1668, Douai, musée de la Chartreuse
- Saint Jean prêchant dans le désert, Carcassonne, musée des Beaux-Arts
- Portrait de femme en Minerve, collection particulière
- La Nativité, dessin, Rennes, musée des Beaux-Arts

Portraits connus par la gravure :
- Portrait de l'orfèvre Louis Roupert, 1668
- Portrait de Claude Gallard
- Portrait de Hyacinthe Serroni.